# Abanotubani

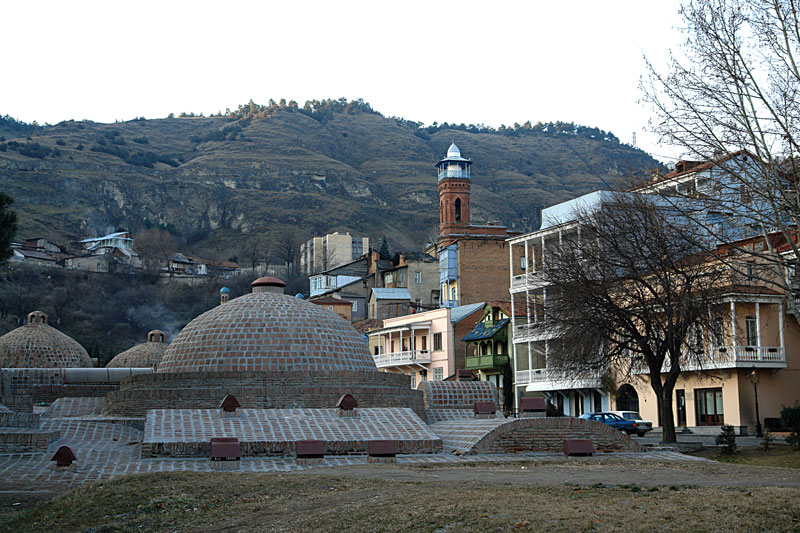
Cúpulas de los baños de aguas termales sulfurosas en Abanotubani con casas de madera y un minarete al fondo.

Abanotubani (en georgiano აბანოთუბანი, literalmente "distrito de los baños") es un distrito de Tiflis, Georgia, situado en la denominada Vieja Tiflis y conocido por sus baños sulfurosos, muchos subterráneos, desde donde emergen cúpulas al nivel de calle y sus casas de madera.
Está situado en la orilla oriental del río Mtkvari al pie de la fortaleza Narikala frente a la colina de Metekhi. Abanotubani es un lugar histórico de Tiflis, pues fue el lugar donde, según la leyenda, cayó el halcón del rey de Iberia, Vajtang Gorgasali, lo que le llevó a descubrir las aguas termales y, posteriormente, a la fundación de una nueva capital.